# Tino Bianchi
Tino Bianchi (* 21. Juni 1905 in São Paulo, Brasilien; † 4. Januar 1996 in Rom) war ein italienischer Schauspieler.

## Leben
Bianchi war der Sohn von Schauspielern und begann seine Karriere 1926 im Ensemble von Luigi Carini. Dem folgen Engagements bei Wanda Capodaglio, Corrado Racca, Egisto Olivieri und anderen, bis ihn Ruggero Ruggeri unter Vertrag nahm, bei dem er ausgedehnt auf Tournee ging. 1935 feierte er neben Anna Magnani und Pina Renzi einen großen Erfolg in der Komödie Casanova non sei più tardi.
Anschließend folgten Verträge bei Mimo Benassi, beim Ensemble Spettacoli Gialli unter Sem Benelli, und schließlich bei Evi Maltagliati/Benassi, Emma Gramatica und Renzo Ricci, wo er 1950/1951 spielte. Herausragende Bühnenaufführungen mit Bianchi in der Hauptrolle entstanden in diesen Jahren unter Giorgio Strehler, und später, im Jahr 1958, unter Luchino Visconti, für den er Ketti Frings’ Look Homeward, Angel interpretierte.
Bianchi setzte seine Theatertätigkeit bis in die 1970er Jahre fort, zahlreiche Klassiker waren in seinem Repertoire. Seine Darstellungen zeichneten sich durch Demut vor der Rolle bei gleichzeitiger Leidenschaft für die Charaktere aus, wie der Corriere della Sera in einem Nachruf über Bianchi schrieb.
Neben seinen Theateraufgaben fand Bianchi in den 1930ern auch als Sänger und Tänzer Beachtung. Außerdem arbeitete er für das Radio und übernahm Synchronrollen. Seine Filmkarriere war lang, umfasst aber nicht viele Titel, in denen er Neben- und Charakterrollen übernahm. Auch seine Fernsehkarriere war von vergleichsweise geringem Umfang.

## Filmografie (Auswahl)
- 1933: Il treno delle 21.15
- 1954: Sehnsucht (Senso)
- 1960: Der Bucklige von Rom (Il gobbo)
- 1960: Die Stunde, wenn Dracula kommt (La maschera del demonio)
- 1962: Herkules, der Sohn der Götter (Ulisse contro Ercole)
- 1973: Auf verlorenem Posten (La polizia è al servizio del cittadino?)
- 1995: Segreto di stato